# 尤尼弗西蒂帕克 (新墨西哥州)
尤尼弗西蒂帕克（英語：University Park）是位於美國新墨西哥州唐娜安娜縣的普查規定居民點。

## 人口
根據2020年美國人口普查的數據，尤尼弗西蒂帕克的面積為3.97平方千米，皆為陸地。當地共有人口3007人，而人口密度為每平方千米757.43人。